# سازمان بین‌المللی پناهندگان

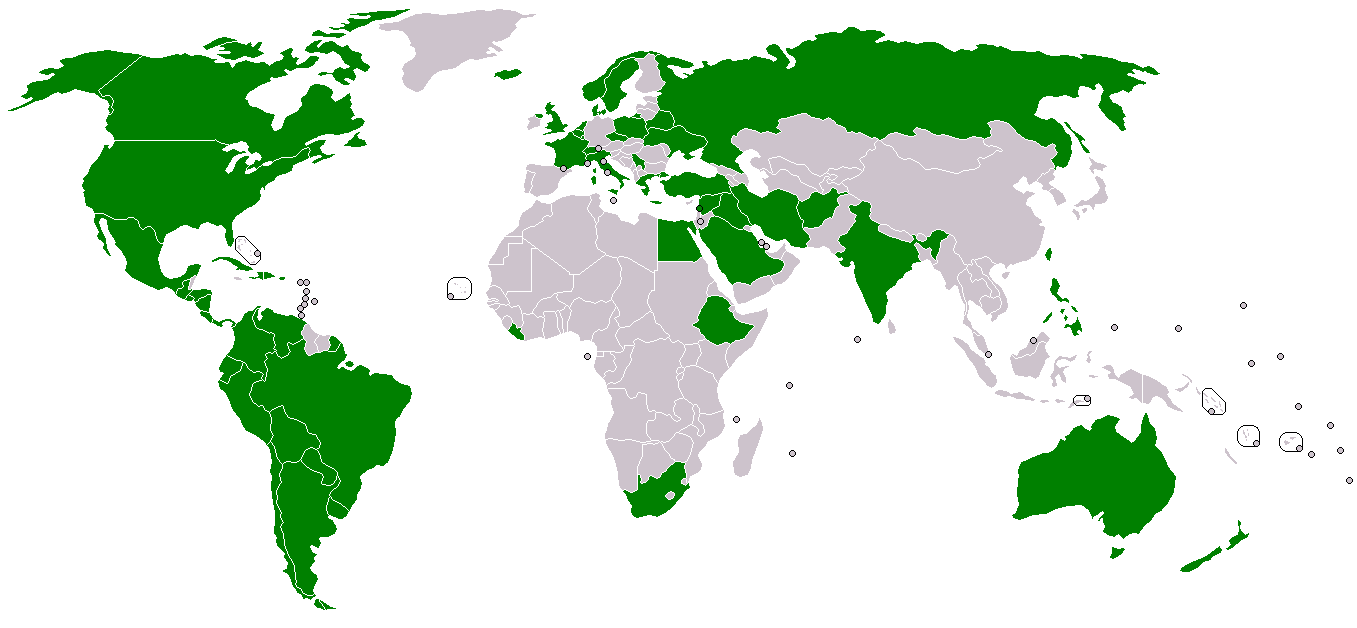

سازمان بین‌المللی پناهندگان (به انگلیسی: International Refugee Organization) که به اختصار آی. آر. او (به انگلیسی: I.R.O) خوانده می‌شود در تاریخ ۲۰ آوریل ۱۹۴۶ جهت مقابله با مشکلات آوارگان و پناهندگان برجای مانده از جنگ جهانی دوم تشکیل شد. این سازمان در سال ۱۹۵۰ منحل و وظایف آن به کمیساریای عالی سازمان ملل متحد برای پناهندگان (UNHCR) واگذار گردید.